# پرس جپچیرچیر
پرس جپچیرچیر (انگلیسی: Peres Jepchirchir؛ زادهٔ ۲۷ سپتامبر ۱۹۹۳) دونده دو استقامت و دونده ماراتن اهل کنیا است.